# Everett Alvarez
Pour les articles homonymes, voir Alvarez.
 (août 2021).
Everett Alvarez Jr. (né le 23 décembre 1937 à Salinas) est un militaire américain.
Officier de la marine des États-Unis, il a subi l'une des plus longues périodes en tant que prisonnier de guerre de l'histoire militaire des États-Unis. Alvarez a été le premier pilote américain à être abattu et détenu pendant la guerre du Viêt Nam et a passé plus de huit ans en captivité, faisant de lui le deuxième prisonnier de guerre américain le plus longtemps détenu, après Floyd James Thompson.